# Бусра-аль-Харір
Бусра-аль-Харір (англ. Busra al-Harir, араб. بصرالحرير) — місто в Сирії, що складає невеличку друзьку общину в нохії Ізра, яка входить до складу мінтаки Ізра в південній сирійській мухафазі Дара.